# Open 13 2021
Open 13 Provence 2021 là một giải quần vợt nam thi đấu trên mặt sân cứng trong nhà. Đây là lần thứ 29 giải Open 13 được tổ chức, và là một phần của ATP Tour 250 trong ATP Tour 2021. Giải đấu diễn ra tại Palais des Sports ở Marseille, Pháp, từ ngày 8 đến ngày 14 tháng 3 năm 2021.

## Nội dung đơn

### Hạt giống
| Quốc gia | Tay vợt                     | Xếp hạng1 | Hạt giống |
| -------- | --------------------------- | --------- | --------- |
| RUS      | Daniil Medvedev             | 3         | 1         |
| GRE      | Stefanos Tsitsipas          | 6         | 2         |
| RUS      | Karen Khachanov             | 21        | 3         |
| FRA      | Ugo Humbert                 | 31        | 4         |
| ITA      | Jannik Sinner               | 34        | 5         |
| JPN      | Kei Nishikori               | 45        | 6         |
| ESP      | Alejandro Davidovich Fokina | 51        | 7         |
| JPN      | Yoshihito Nishioka          | 54        | 8         |

- Bảng xếp hạng vào ngày 1 tháng 3 năm 2021.[2]

### Vận động viên khác
Đặc cách:
- Benjamin Bonzi
- Hugo Gaston
- Petros Tsitsipas

Bảo toàn thứ hạng:
- Mackenzie McDonald

Vượt qua vòng loại:
- Matthew Ebden
- Constant Lestienne
- Alex Molčan
- Arthur Rinderknech

### Rút lui
- Aljaž Bedene → thay thế bởi  Mackenzie McDonald
- Matteo Berrettini → thay thế bởi  Mikhail Kukushkin
- Marin Čilić → thay thế bởi  Cameron Norrie
- Kyle Edmund → thay thế bởi  Egor Gerasimov
- Gilles Simon → thay thế bởi  Lucas Pouille
- Jan-Lennard Struff → thay thế bởi  Emil Ruusuvuori
- Fernando Verdasco → thay thế bởi  Pierre-Hugues Herbert
- Jiří Veselý → thay thế bởi  Grégoire Barrère

### Bỏ cuộc
- Matthew Ebden

## Nội dung đôi

### Hạt giống
| Quốc gia | Tay vợt        | Quốc gia | Tay vợt              | Xếp hạng1 | Hạt giống |
| -------- | -------------- | -------- | -------------------- | --------- | --------- |
| GBR      | Ken Skupski    | GBR      | Neal Skupski         | 88        | 1         |
| GBR      | Luke Bambridge | GBR      | Dominic Inglot       | 110       | 2         |
| GBR      | Jonny O'Mara   | PAK      | Aisam-Ul-Haq Qureshi | 111       | 3         |
| IND      | Divij Sharan   | SVK      | Igor Zelenay         | 142       | 4         |

- 1 Bảng xếp hạng vào ngày 1 tháng 3 năm 2021.

### Vận động viên khác
Đặc cách:
- Albano Olivetti /  Jo-Wilfried Tsonga
- Petros Tsitsipas /  Stefanos Tsitsipas

### Rút lui
Trước giải đấu
- Sander Gillé /  Joran Vliegen → thay thế bởi  Purav Raja /  Tristan-Samuel Weissborn
- Roman Jebavý /  Jiří Veselý → thay thế bởi  Benjamin Bonzi /  Antoine Hoang
- Matthew Ebden /  John-Patrick Smith → thay thế bởi  Matthew Ebden /  Matt Reid

## Nhà vô địch

### Đơn
- Daniil Medvedev đánh bại  Pierre-Hugues Herbert, 6–4, 6–7(4–7), 6–4

### Đôi
- Lloyd Glasspool  /  Harri Heliövaara đánh bại  Sander Arends /  David Pel, 7–5, 7–6(7–4)